# Michel Paje
Pour les articles homonymes, voir Roy et Michel Roy.
Michel Roy (plus connu sous le nom de Michel Paje) est un acteur, auteur-compositeur-interprète, chanteur et compositeur, animateur de radio et musicien français, né le 2 janvier 1945 à Paris (Seine).
Actif dans le doublage durant les années 1990 et début 2000, il prête sa voix de façon récurrente à Rod Steiger et a été une des voix de Michael Kitchen, Richard Ashton et Trace Adkins.
Dans le domaine de l'animation, il est notamment la voix de Gendo Ikari dans le premier doublage de Neon Genesis Evangelion.

## Biographie
Il suit ses études au pensionnat de St Nicolas d’Issy-les-Moulineaux. Durant sa jeunesse il effectue plusieurs petits boulots : employé chez un photographe, éclairagiste au cabaret « Le Milliardaire », Employé dans une compagnie d’assurance anglaise.
Parallèlement, il suit des cours de chant chez Jean Lumière, Charles Humel (compositeur des « plaines du Far West » pour Yves Montand), Christiane Néré où il côtoie Alain Barrière et Isabelle Aubret.
Il suit également des cours d’art dramatique chez René Simon, Raymond Girard, Henri Bosc et Alick Roussel en compagnie de Maurice Risch. Il obtient le 1er prix d’art Dramatique, section classique, au conservatoire Maubel dans une pièce d’Alfred de Musset.
Chanteur de la période yéyé, créateur de Nous on est dans le vent, l'un des grands succès de l'été 1963 mais surtout connue au Québec dans la version de Pierre Lalonde, chanson faisant aussi musique de générique du film Jet-Set avec Samuel Le Bihan. Il obtient lors d'un festival de variétés à Rennes le prix du disque, en 1964, et est un des rares artistes du hit-parade français à ne pas adopter un patronyme aux consonances anglo-saxonnes : Johnny Hallyday, Eddy Mitchell, Dick Rivers, Frank Alamo, etc. Il figure sur la Photo du siècle regroupant les artistes yé-yé, prise le 12 avril 1966 par Jean-Marie Périer. C'est  au Canada que se poursuit ensuite la carrière du chanteur qui lance l'émission de télévision À la page (1967). De retour en France, il travaille comme animateur et réalisateur pour la radio Europe 1, puis comme compositeur de musiques pour publicités.
En 1968, Michel rencontre Danielle Ouimet, espoir du cinéma canadien. Il tourne avec elle le film Tendre et sensuelle Valérie dont il compose la musique. Ce film est de Denis Héroux devenu par la suite un grand producteur de films aux USA. Il enregistre plusieurs duos avec Danielle Ouimet. Michel Paje enregistre jusqu'au milieu des années 1970. En 1977, il signe le disque de la campagne municipale de Jacques Chirac, Chirac pour Paris, 
En 2006, il se rend à Moscou, où il interprète en doublage dans le film Au service du Roi le rôle de Louis XIV.
Actuellement il est devenu l'une des voix de doublage de  pubs, commentaires, Voices Over, doublage de films, bandes annonces. Il est la voix off de BFM TV.

## Doublage

### Cinéma

#### Films
- Rod Steiger dans (7 Films) :
  - Un homme respectable (1990) : Charlie D'Amico
  - The Ballad of the Sad Café (1991) : le révérand Willin
  - Guilty as Charged (1991) : Kallin
  - Le Voisin (1993) : Dr Myron Hatch
  - Kölcsönkapott idö (1993) : Sepak
  - The Last Tattoo (1994) : Général Frank Zane
  - Shaïlo (1996) : Doc Wallace
- 1994 : Pionniers malgré eux : Le lieutenant Bailey (Don Lake)
- 1996 : Bio-Dome : Axl (Phil Doctor)
- 1997 : Demain ne meurt jamais : Dr Dave Greenwalt (Colin Stinton)
- 1999 : Le monde ne suffit pas : Bill Tanner, le chef d’état-major du MI6 (Michael Kitchen)

#### Films d'animation
- 1989[n 1] : Urotsukidôji : La Légende du Démon : Togami (version monstre) et Satsuki (monstre en imperméable)
- 2009[n 2] : Evangelion : 2.0 You Can [not] Advance : Gendo Ikari (1er Doublage)
- 2012[n 3] : Evangelion: 3.0 You Can [not] Redo : Gendo Ikari (1er doublage)

### Télévision

#### Séries télévisées
- 1997-1999 : Les Nouvelles Aventures de Robin des Bois : Petit Jean (Richard Ashton)
- 1998-1999 : Maggie Winters : Tom Vanderhulst (Brian Daley)
- 2000-2001 : Nikki : Thor (Brad William Henke)
- 2002-2009 : New York Unité Spéciale : Juge Arthur Cohen (David Lipman)

#### Séries d'animation
- 1988[n 1] : Dominion : Gokaro le grand patron des bandits
- 1995-1996[n 4] : Neon Genesis Evangelion : Gendo Ikari (1er Doublage)

#### Jeux vidéo
- 1996 : Duke Nukem 3D : Duke Nukem
- 1997 : La Panthére rose : Passeport pour le Danger : La Panthére rose
- 1998 : La Panthére rose 2 : Destination Mystère : La Panthére rose
- 1999 : Paris 1313 : The Mystery of Notre-Dame Cathedral : ?
- 2000 : The Grinch : Le Grinch

## Voix-off

### Animateur de radio
- Canal Plus
- TF1
- France Television
- Euronews
- Ushuaïa
- depuis 2014 : BFM TV
- ARTE

### Narration
- Warner Brother
- U I P
- Paramount
- Twenty Century Fox
- Majors